# كييا يشيباشي
كييا يشيباشي (باليابانية: 椎橋 慧也) (20 يونيو 1997 في تشيبا في اليابان – )؛ هو لاعب كرة قدم كان يلعب كلاعب وسط.

## وصلات خارجية
- كييا يشيباشي على موقع رابطة كرة القدم اليابانية للمحترفين (اليابانية)
- كييا يشيباشي على موقع إي إس بي إن إف سي (الإنجليزية)
- كييا يشيباشي على موقع قاعدة بيانات كرة القدم.إي يو (الإنجليزية)
- كييا يشيباشي على موقع Soccerway.com (الإنجليزية)
- كييا يشيباشي على موقع عالم كرة القدم.نت (الإنجليزية)